# Oude Sint-Victorkerk (Glaaien)

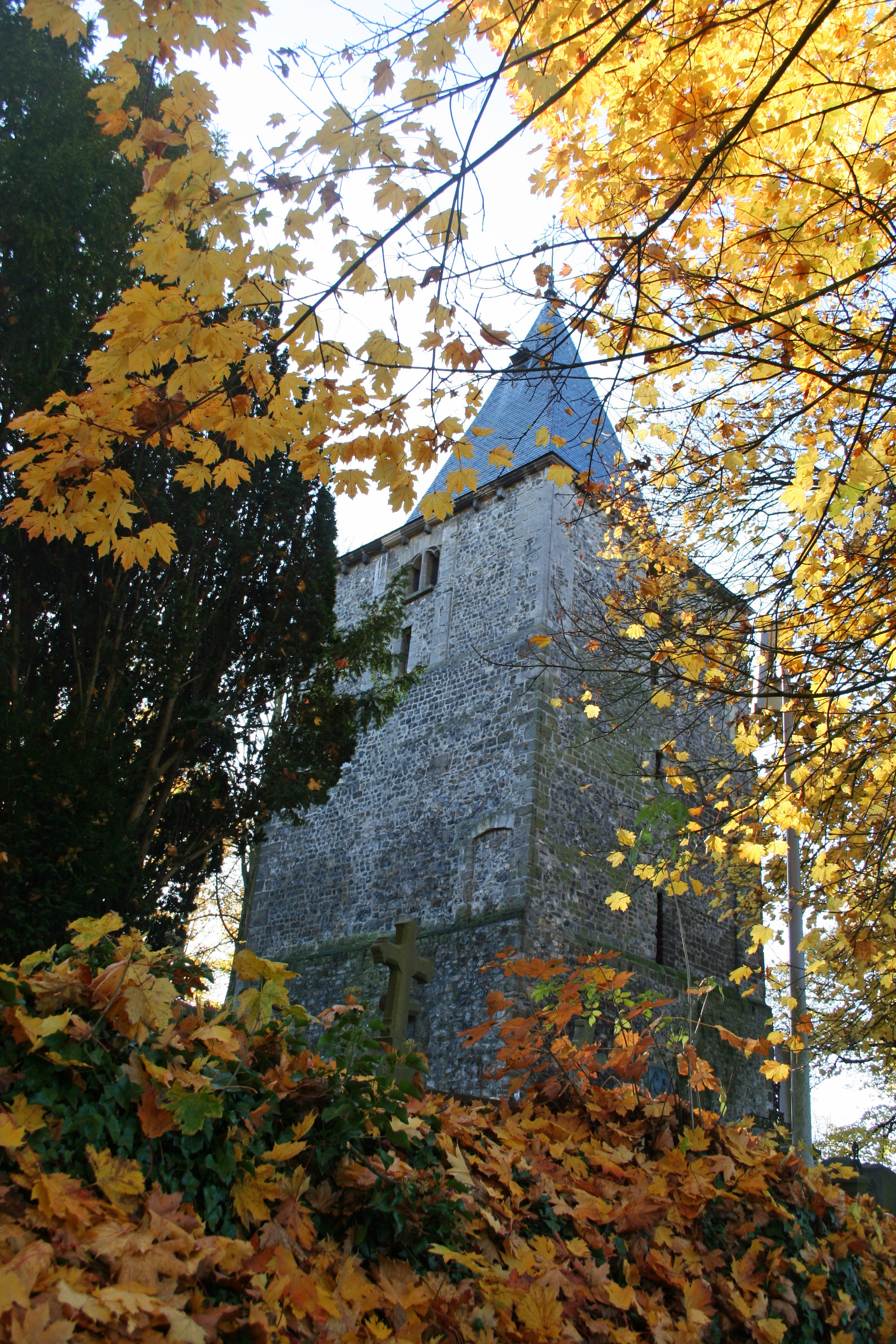
Toren oude Sint-Victorkerk

De Oude Sint-Victorkerk is een voormalig kerkgebouw te Glaaien, gelegen op de begraafplaats op een heuvel ten zuidoosten van het dorpscentrum.
Het restant bestaat uit een zware kerktoren uit de 12e eeuw, die ook als verdedigingswerk kon worden ingezet. De toren werd hersteld in de 15e eeuw, in de 16e eeuw verhoogd met een verdieping, en gerestaureerd in 1960. De toren werd uitgevoerd in blokken silex, tufsteen en kalksteen. Aan de basis is de vierlanten toren 7,6 meter breed. In de muren van de tweede en derde verdieping bevinden zich schietgaten. Het kruis op de torenspits is 18e-eeuws.
De toren werd in 1934 beschermd als monument.